# Johannes Hansel
Johannes (Hans) Hansel (ur. 21 kwietnia 1905 w Nysie, zm. 24 lipca 1970 w Beltershausen-Frauenberg) – niemiecki bibliotekarz, nauczyciel i wykładowca akademicki.

## Życiorys
Po ukończeniu liceum Carolinum w Nysie, studiował germanistykę, romanistykę i filologię klasyczną na uniwersytetach w Greifswaldzie, Innsbrucku i Paryżu. W 1931 roku uzyskał stopień doktora na Uniwersytecie w Greifswaldzie. W latach 1929 i 1932 zdał na tej uczelni państwowy egzamin uprawniający do nauczania w szkole średniej. Następnie przez kilka lat pracował jako nauczyciel. Pracę biblioteczną rozpoczął w 1938 jako wolontariusz w Bibliotece Uniwersyteckiej w Greifswaldzie. W 1939 przeniósł się do Biblioteki Państwowej w Berlinie (Preußische Staatsbibliothek), tam w 1940 zdał egzamin specjalizacyjny. Od 1940 do 1942 pracował jako bibliotekarz w bibliotece Państwowej Akademii w Braniewie, następnie ponownie w Preußische Staatsbibliothek w Berlinie. W latach 1945–1949 był wykładowcą germanistyki na Uniwersytecie Filozoficzno-Teologicznym w Dillingen, w 1949 został pełniącym obowiązki dyrektora Biblioteki Państwowej w Fuldzie, a w 1950 jej dyrektorem. W 1955 roku przeniósł się do Biblioteki Uniwersyteckiej w Marburgu jako bibliotekarz. Od 1962 roku wykłada bibliografię i historię germanistyki na Uniwersytecie w Marburgu. W 1969 był profesorem wizytującym na Uniwersytecie Marylandu w College Park.
Wydane przez Hansela „Bücherkunde für Germanisten” stało się pracą standaryzacyjną, wielokrotnie wznawianą.

## Dzieła
- Die Maria-Magdalena-Legende. Eine Quellenuntersuchung. Postberg, Bottrop 1937 (rozprawa doktorska, Uniwersytet w Greifswaldzie, 1931).
- Entwicklung und Aufgaben der Landesbibliothek Fulda. Denkschrift zur 175-Jahrfeier. Fulda 1953.
- Festschrift für Wolfgang Stammler(inne języki) zu seinem 65. Geburtstag. E. Schmidt, Berlin 1953. (współtwórca)
- Bücherkunde für Germanisten. E. Schmidt, Berlin 1959 (9. Aufl. 1991, 10. neubearb. und erweiterte Auflage bearb. von Lydia Kaiser unter dem Titel „Literaturrecherche für Germanisten“. Erich Schmidt, Berlin 2003).
- Personalbibliographie zur deutschen Literaturgeschichte. E. Schmidt, Berlin 1967 (2. neubearb. und ergänzte Auflage von Carl Peschek. Erich Schmidt, Berlin 1974, ISBN 3-503-00771-7).
- Friedrich-Dürrenmatt-Bibliographie (= Bibliographie zum Studium der deutschen Sprache und Literatur, Bd. 3). Gehlen, Bad Homburg v. d. H. 1968.